# سنجاب طائر
السنجاب الطائر هو حيوان يعرف علمياً باسم (Pteromyini أو Petauristini)، وهوَ قبيلة مكونة من 44 نوع من السنجابيات (فصيلة السنجابيات). إنه غير قادر على الطيران بنفس طريقة الطيور أو الخفافيش ولكنه قادر على الانزلاق من شجرة إلى أخرى بمساعدة غشاء جناحي الشكل، غشاء فروي يشبه مظلة الهبوط يمتد من الرسغ إلى الكاحل. ذيله الطويل يوفر الاستقرار في الطيران. تشريحيا يشبه إلى حد كبير السناجب الأخرى ولكن لديه عدد من التعديلات لتناسب أسلوب حياتهم. تكون عظام أطرافهم أطول وتكون عظام أقدامهم وفقراتهم البعيدة أقصر. السناجب الطائرة قادرة على توجيه وممارسة السيطرة على مسار الإنزلاق بأطرافها وذيلها.
وقد أظهرت الدراسات الجزيئية أن السناجب الطائرة أحادية النشأة ومنشأ منذ حوالي 18-20 مليون سنة. معظمها ليلية و القارتة ، يأكلون الفواكه، والبذور ، والبراعم ، والزهور، والحشرات، وبطنيات القدم، والعناكب، والفطريات، وبيضات الطيور ونسغ الأشجار. يولد الصغار في عش وهم في البداية عراة ولا حول لهم ولا قوة. يتم الاعتناء بهم من قبل والدتهم وخمسة أسابيع قادرين على ممارسة مهارات الانزلاق (طيران) حتى يتمكنوا قبل عشرة أسابيع من مغادرة العش.
بعض السناجب الجنوبية المرباة الأسيرة أصبحت مدجنة كحيوانات أليفة منزلية صغيرة، نوع من «الحيوانات الأليفة الجيبية».